# Budynek przy Smoczej Jamie
Budynek przy Smoczej Jamie – resztki budowli na Wawelu, którą w starszej literaturze określa się jako kościół przy Smoczej Jamie. Odkryte  zostały w latach 50. XX w. w Krakowie, w zachodniej części wzgórza wawelskiego – w bezpośrednim sąsiedztwie Baszty Złodziejskiej. Uznano te pozostałości za relikty nawet dwóch kościołów – nieznanego wezwania (mimo różnych teorii pojawiających się w literaturze), starszego z przełomu X i XI w., oraz późniejszego, być może z końca XI w. Młodszą świątynię uznawano za jednonawową zbudowaną najprawdopodobniej na planie prostokąta z apsydą od wschodu.
Ostatnie badania w 2006 roku stwierdziły, że nie był to kościół lecz murowana brama prowadząca przez wał do grodu od strony rzeki, a wcześniej zlokalizowane fragmenty to pozostałości tej bramy. Wał przecinały dwa równoległe romańskie mury prowadzące do położonej w głębi bramy przez co powstała wąska szyja, nad którą stała romańska wieża obronna. Prof. Zbigniew Pianowski datuje ją wstępnie na okres od przełomu XI/XII do ok. poł. XII wieku.